# Iruelos
Iruelos – gmina w Hiszpanii, w prowincji Salamanka, w Kastylii i León, o powierzchni 12,93 km². W 2011 roku gmina liczyła 35 mieszkańców.